# Dennis Norman
Dennis M. Norman (Filadelfia, 26 gennaio 1980) è un ex giocatore di football americano statunitense che ha militato nel ruolo di offensive lineman nella National Football League (NFL).

## Carriera

### Seattle Seahawks
Al college Norman giocò a football a Princeton. Fu scelto nel corso del settimo giro (222º assoluto) del Draft NFL 2001 dai Seattle Seahawks. Fu l'unico tackle e il sesto giocatore selezionato nella storia di Princeton. Giocò a Seattle per quasi quattro stagioni, prima di venire svincolato il 15 ottobre 2004.

### Jacksonville Jaguars
Norman firmò con i Jacksonville Jaguars il 7 dicembre 2004. Fu svincolato l'8 settembre 2009 dopo che la squadra acquisì l'offensive lineman Kynan Forney.

### San Diego Chargers
Norman firmò con i San Diego Chargers il 16 settembre 2009. A fine stagione non gli fu rinnovato il contratto.